# Andrew Lambrou
Andrew Lambrou (ur. 25 maja 1998 w Sydney) – australijski piosenkarz i tancerz grecko-cypryjskiego pochodzenia. Reprezentant Cypru w 67. Konkursie Piosenki Eurowizji (2023) w Liverpoolu.

## Życiorys
Urodził się w Australii w rodzinie grecko-cypryjskiej. Uczęszczał do AMS Music School, gdzie uczył się gry na pianinie. Rozpoczął karierę w 2013 po przesłaniu na serwis YouTube coveru utworu „My Immortal” zespołu Evanescence. W 2015 dotarł do „Top 20” w siódmej edycji programu The X Factor Australia oraz podpisał kontrakt z Sony ATV, jednak swój debiutancki singiel „Throne” wydał dopiero w 2021.
W lutym 2022 z utworem „Electrify” zajął siódme miejsce w programie Eurovision – Australia Decides, będącym australijskimi eliminacjami do Konkursu Piosenki Eurowizji. 17 października 2022 cypryjski nadawca Radiofonikó Ídruma Kúprou (RIK) ogłosił, że Lambrou będzie reprezentował kraj w 67. Konkursie Piosenki Eurowizji (2023) w Liverpoolu. W maju, reprezentując kraj z utworem „Break a Broken Heart”, zajął 12. miejsce w finale Eurowizji 2023.

## Dyskografia

### Single
| Rok  | Tytuł        | Album |
| ---- | ------------ | ----- |
| 2021 | „Throne”     | –     |
| 2021 | „Lemonade”   | –     |
| 2021 | „Confidence” | –     |
| 2022 | „Electrify”  | –     |